# Google (søgemaskine)
Google eller Google Search, på dansk Google-søgning, er en søgemaskine på internettet. Den ejes af Google Inc. og er i dag den største søgemaskine på internettet.
Søgemaskinen giver mulighed for at søge efter websteder, billeder, video, nyhedsgrupper, osv. Søgetermen, som brugeren har indtastet, matches med søgeresultater, som vises i prioriteret rækkefølge.
Ved en normal Google-søgning bliver der vist annoncer på siden med søgeresultaterne.
Én google-søgning bruger 1.000 servere i Googles datacentre, og udleder cirka syv gram CO2.
Googles funktion til kryptering beskytter mod, at uvedkommende ser ens Google-søgning.

## Historie
Google blev oprettet i 1997 af to ph.d.-studerende ved Stanford University, Larry Page og Sergej Brin. Det oprindelige navn på søgemaskinen var Backrub, som senere blev til Google, navngivet efter tallet googol (1 googol er et et-tal efterfulgt af 100 nuller).